# 野澤和之
野澤 和之（のざわ かずゆき、1954年〈昭和29年〉 - ）は、日本の映画監督、脚本家、演出家、プロデューサー。新潟県南魚沼郡六日町（現・南魚沼市）出身。　

## 人物来歴
新潟県立六日町高校卒、立教大学社会学部社会学科卒、立教大学大学院文学部博士前期課程修了。文化人類学専攻。その後、米国に留学している。
記録文化映画のフリーランス助監督を経て、テレビ報道の道を歩んだ。その後、テレビドキュメンタリーの世界へも進出し、数々の賞も受賞している。現在は、ドキュメンタリー映画監督として広く知られている。
野澤の作品づくりには、大学で文化人類学を学んだ経験が活かされているという。それは、つまり、「周縁に生きる人々を描く」という、野澤監督独特の感性であり、特徴ともなっている。
2004年に公開のドキュメンタリー映画「HARUKO（ハルコ）」は、在日一世の半生を描いた作品である。全国の映画館で上映され話題作となった。
フィリピンのストリートチルドレンを描いた「マリアのヘソ」は、2008年に公開された作品である。SKIPシティ国際Dシネマノミネート作品。初の劇映画作品でもあった。役者を起用しての作品ということである。
2012年には、記録映画「松代大本営 〜 地下壕が語りかけるもの 〜」を公開。この映画の公式HPには、以下の記述がある。「第二次世界大戦末期、松代町に、天皇のもと戦争を指揮する最高機関・大本営の移転計画が進められた。なぜ大本営が松代町に……」
瀬戸内海に浮かぶ島のハンセン病療養所で暮らす夫婦の愛の物語「61ha　絆」は、文化芸術振興費補助金、文部科学省選定となった。これも2012年公開の作品である。
2014年には、ハンセン病世界最大級の施設があったフィリピン・クリオン島を描いた『CULION DIGNITY』を完成させ、上映した。
続く2016年には、福井県おおい町で、日本の精霊信仰を描いた『ニソの杜』を完成させ、上映した。
テレビ作品では、「涙の川　野宿の夫婦愛」（1997年、ギャラクシー賞）。両手両足のない女性中村久子を描いた「生きる力を求めて」（文部科学省選定）。中村久子は、ヘレン・ケラーとも面会したことがあった。その際、彼女に、「私より不幸な人、そして偉大な人」といわれ、その前半生の崇高な生き様を讃えられた。「エイズその正体」（視聴覚教材優秀賞受賞）。「津軽三味線音探しの旅」「老いて他人と暮らす」「消えたサーカス芸人を追って」「告発」「母よ！　～引き裂かれた在日家族～」「がん治療最前線」「がんホーリスティック治療」ほか多数の作品がある。
2023年8月より、ドキュメンタリー映画「認知症と生きる 希望の処方箋」を全国映画館で順次公開中である。『処方箋シリーズ』第2弾となる。
また、2023年10月現在、ドキュメンタリー映画「新渡戸の夢」の公開に向けて、鋭意製作中である。

## 代表的なドキュメンタリー映画作品
- 「新渡戸の夢」　監督　公開予定[13]
- 「認知症と生きる 希望の処方箋」　監督　2023年公開[15]
- 「がんと生きる 言葉の処方箋」監督　2018年公開[16]
- 「松代大本営　～地下壕が語りかけるもの～」監督　2012年公開
- 「61ha（ヘクタール）　絆」　監督/脚本　2012年公開[6]
- 「マリアのヘソ」　監督/脚本　2008年公開[4]
- 「HARUKO　ハルコ」　監督　2004年公開[3]

## 代表的なテレビ放映作品
- 「母よ！　～引き裂かれた在日家族～」2003年放映[1]
- 「告発」（沖縄本土復帰をめぐる外務省機密漏洩事件に迫る）2002年放映[1]
- 「消えたサーカス芸人を追って」2001年放映[1]
- 「老いて他人と暮らす」2000年放映[1][11]
- 「涙の川　野宿の夫婦愛」1997年放映[1][9][11]

## 主な著作物
- 『がんと生きる言葉の処方箋 元気になれる言葉の叡智』[17]　野澤和之 (著), 並木秀夫[18] (著)  形式: Kindle版

## 講演活動
- 「ラポール論」‐ 国立民族博物館[1]
- 「マイノリティと映像」‐ 立教大学社会学部[1]
- 「日本の外国人社会」‐ アジア・アフリカ研究会[1]
- 「ドキュメンタリーと記録」‐ 和光大学人間関係学部[1]
- 「フィリピンの路上生活者」‐ 日本大学国際関係学部[1]

## エピソード
- ドキュメンタリー映画「がんと生きる 言葉の処方箋」の撮影に健康体で臨んだ野澤監督は、自分ががん患者でないことに引け目を感じていた。奇しくもというべきか、皮肉にもというべきか、その野澤監督自身ががん患者となってしまった。野澤監督は、その貴重な体験を活かし、以下のような「言葉の処方箋」を公開している[19]。

がんと診断された時、目下の急務は忍耐あるのみ。人生を見直すいい機会です。入院治療中の時、全力を尽くして心の中でそっと心配する。人生にはもしかすると、このときのためと思えることがある。退院して仕事をはじめる時、病気になってはじめて人生の優先順位に気づく。映画完成に向けて活動している時、やっぱり最後は人間同士のふれあいが必要。よい言葉は、あなたのこころの隙間に光りを差す。私が受けた言葉の処方箋、拝読有り難うございました。　　野澤和之　　　　　　　　　　　　　　　　　　　　　　　　　　　　　　　　　　　　　　　　　　　　　　　　　　　　　　　　　　　　　　　　　
――「野澤監督から言葉の処方箋」（映画「がんと生きる 言葉の処方」公式HP内）より抜粋　　
- ドキュメンタリー映画「新渡戸の夢」（2023年10月現在｜製作中）では、監督である野澤和之が、平成遠友夜学校（北海道大学「遠友学舎」内）であいさつを行なった[20]。2023年（令和5）4月11日のことである[20]。その際、野澤は、藤田正一（平成遠友夜学校校長、北海道大学元副学長、北大獣医学部名誉教授）とも顔を合わせている。ちなみに、平成遠友夜学校とは、北海道大学創基125年を記念して建設された、新渡戸稲造の遠友夜学校の精神を受け継ぐ、夜間学校である。北大構内に建設された校舎「遠友学舎」を中心に開校している。なお、平成遠友夜学校は、2025年で20周年を迎える。――製作費を調達するためのクラウドファンディングでは、この映画の概要を、「新渡戸稲造が夢みた教育の魂を未来に届ける映画」と紹介している[21]。なお、クラウドファンディングは、この映画の女性プロデューサーが中心となって行われた[21]。設定額￥3,000,000円のところ、172人から合計￥4,397,000円の資金が託された[21]。

## 映画「新渡戸の夢」ギャラリー｜写真で見る新渡戸精神の継承

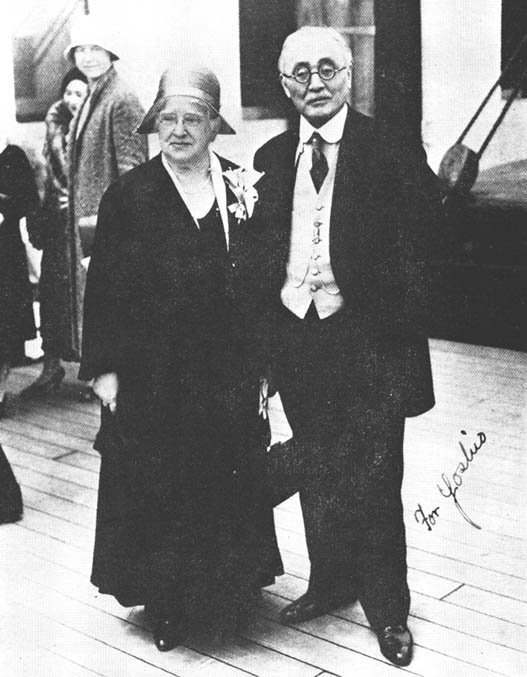
新渡戸稲造、メアリー夫人。夫妻は無名私塾「遠友夜学校」を創設した。1894年（明治27年）のことである。
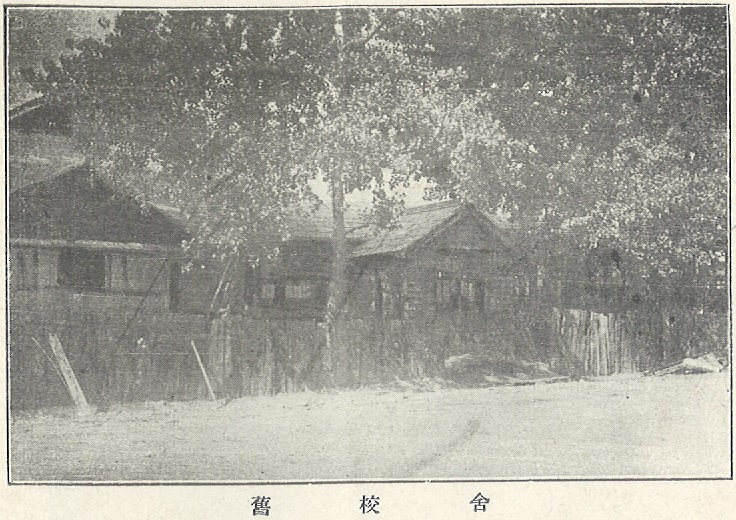
遠友夜学校 旧校舎。土地付きの木造一軒家を買い取り校舎とした。札幌市中央区の豊平橋の近くである。
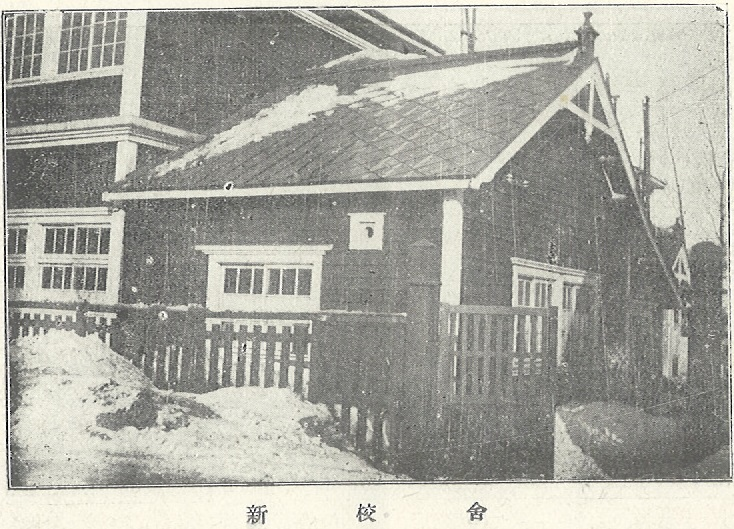
遠友夜学校 新校舎。資材を調達し同じ場所に建設した。現在は存在しない。札幌市中央区の豊平橋の近く。
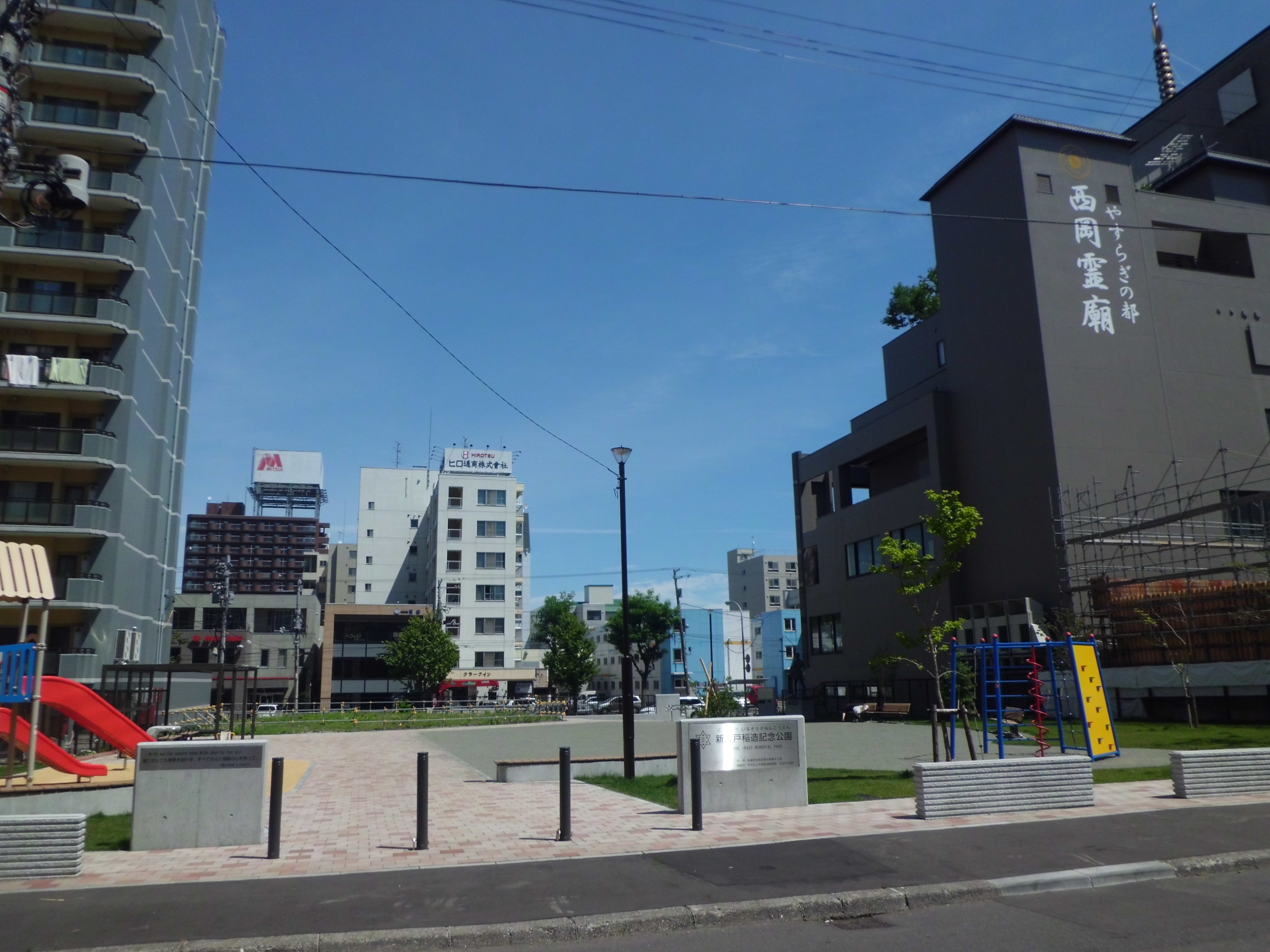
新渡戸稲造記念公園。木造校舎の建っていた場所が、跡地として整備された。札幌市中央区、豊平橋の近く。
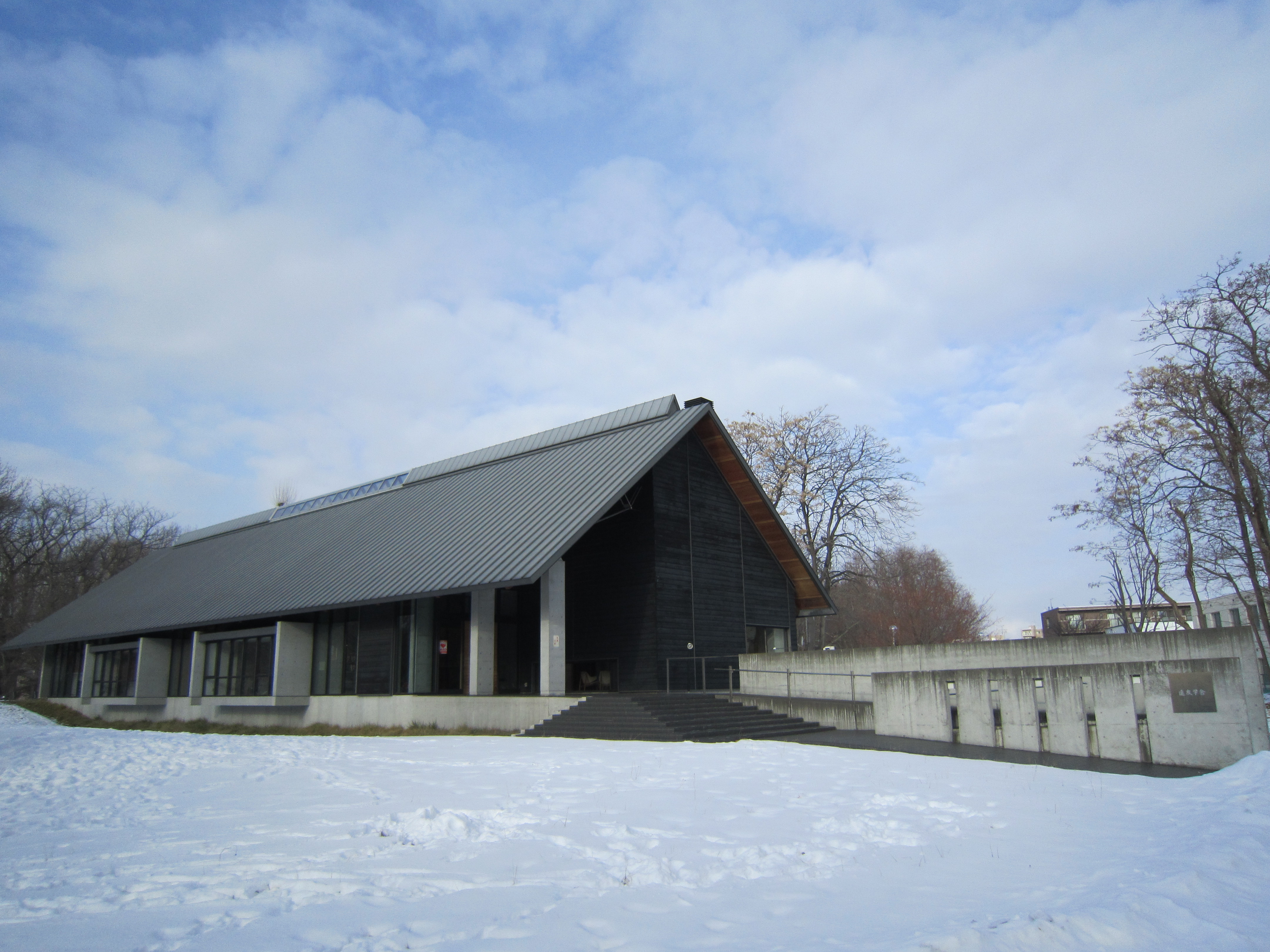
遠友学舎。2001年、北海道大学構内に完成。木造建築である。2005年（平成17年）、平成遠友夜学校が開校した。